# Oddziały Armii Alpejskiej
Oddziały Armii Alpejskiej (Détachement d'armée des Alpes) – wyższy związek taktyczny Francuskiej Armii Wyzwolenia w czasie II wojny światowej.

## Historia
Ofensywa wojsk alianckich w Prowansji oraz francuskie powstanie narodowowyzwoleńcze zmusiły Niemców do szybkiego wycofania się z południowo-wschodniej Francji. Części żołnierzy Wehrmachtu udało się przedrzeć na przełęcze alpejskie, na granicę francusko-włoską, osłaniając tym samym tyły walczącej w północnych Włoszech Grupy Armii C od ataku z zachodu. 27 września 1944 dowódca 1 Armii Francuskiej gen. Jean de Lattre de Tassigny skierował do Alp Francuskich cześć swoich jednostek: 27 Dywizję Piechoty Górskiej, 2 Marokańską Dywizję Piechoty (przegrupowana do Wogezów 30 września) i 4 Marokańską Dywizję Piechoty Górskiej (przegrupowana do Alzacji 30 listopada).
Ciężka zima ograniczyła zdolności operacyjne francuskich jednostek alpejskich jedynie do działań rozpoznawczych, stoczono kilka potyczek min. o przełęcz Midi na masywie Mont Blanc w lutym 1945. 1 marca 1945 jednostki francuskie rozciągnięte między granicą ze Szwajcarią a Lazurowym Wybrzeżem zostały wyłączone spod komendy 1 Armii działając odtąd pod nazwą Oddziałów Armii Alpejskiej, do której skierowano znad Renu 1 Marszową Dywizjię Piechoty. 
23 marca ruszyła ofensywa z doliny Tarentaise na Grand Roc Noir i Przełęcz Embrasures, 5 kwietnia z Maurienne na Przełęcz Mont-Cenis i 10 kwietnia z okolic Nicei. Ofensywa Francuzów zmusiły wojska hitlerowskie do wycofania się do Włoch 24 kwietnia jednostki hitlerowskie wycofały się do Włoch. Ostatnie pozycje niemieckie na Małej Przełęczy św. Bernarda zajęte zostały dopiero 29 kwietnia 1945, negocjacje między Amerykanami i Brytyjczykami a żołnierzami niemieckimi z Włoch zatrzymały ostatecznie francuski marsz na Turyn.

## Ordre de Bataille
Dowódca:
- gen. Paul-André Doyen

Jednostki:
- 27 Dywizja Piechoty Górskiej
- 1 Marszowa Dywizja Piechoty